# Dole, Šentjur
Dole je naselje v Občini Šentjur med Dramljami in Šentjurem. Ustanovljeno je bilo leta 1994 iz dela ozemlja naselja Trnovec pri Dramljah. Leta 2015 je imelo 136 prebivalcev.